# ヒルトンプラザ大阪
ヒルトンプラザ （ヒルトンプラザ、Hilton Plaza Osaka） は、大阪府大阪市北区梅田にあるホテル『ヒルトン大阪』に併設された商業施設。四つ橋筋を挟んで2棟ある。

## ヒルトンプラザ イースト
梅田1丁目にある、ヒルトン大阪と同じ建物にある商業施設。建物自体の正式名称は吉本ビルディング。
地下2階から8階にかけて店舗が入っている。主な店舗は以下の通り。
- エルメス
- バカラ
- リヤドロ
- 聘珍楼

## ヒルトンプラザ ウエスト
後から建てられた、ヒルトン大阪とは別の建物にある商業施設。建物自体の正式名称は第二吉本ビルディング。
こちらは地下2階から6階にかけて店舗が入っている。主な店舗は以下の通り。
上層階のオフィスフロアにLVMHの日本法人大阪支店が入居しており、同社のブランドが数多く店舗テナントとして入っている。
- ルイ・ヴィトン
- サルヴァトーレ・フェラガモ

イーストと異なり、ウエストは8階から20階が『ヒルトンプラザ ウエスト・オフィスタワー』としてオフィスフロアになっている。主なテナントは以下の通り。
- オーストラリア・ニュージーランド銀行大阪支店
- 西梅田献血ルーム
- 龍谷大学梅田キャンパス
- LVMHジャパン　大阪支店
- 西日本イスラエル貿易事務所

エレベーターは全機三菱製で、商業部分のエレベーターはかごや扉がガラス製となっており、非常に開放的。三菱エレベーター、エスカレーターホームページの納入事例でも紹介されている。

## 周辺
ヒルトンプラザ イーストは通称ダイヤモンド地区と呼ばれる地域に含まれる。そのため周辺は大阪駅前ビルや梅田DTタワーといったオフィスビルが多い。
これに対しヒルトンプラザ ウエストはオオサカガーデンシティ（西梅田地区）の南側地区に含まれる。そのためハービスOSAKA・ハービスENTと調和しており、大人の街の一角を形成している。なお、ヒルトンプラザ ウエストとハービスENTは密着するように建設されており、連絡通路によりつながっている。

## アクセス
- 地下鉄四つ橋線西梅田駅：徒歩1分
- 阪神本線梅田駅：徒歩1分
- JR東西線・北新地駅：徒歩2分
- JR大阪駅：徒歩2分

いずれの駅からも、地下通路で直結している。